# Anaxarchos
Anaxarchos, řecky Ἀνάξαρχος (asi 380 Abdéry – asi 320 př. n. l.), byl řecký antický filozof. Žil ve 4. století př. n. l. Bývá zařazován mezi atomisty.

## Životopis
Prameny k Anaxarchově životě existují tři: Nejzevrubnější je zpráva Díogena Laertského v jeho spisu O životě a učení slavných filosofů. Chronologicky jí předcházejí zmínky v dílech Cicerona a Valeria Maxima (1. polovina 1. stol. n. l.)
Démokritova škola v Abdéře v Thrákii pokračovala dlouho i po smrti svého zakladatele. Mezi její hlavní představitele se počítají Metrodoros z Chiu a Nausiphanes. Podle Díogena Laertského byl Anaxarchos žákem Díogena ze Smyrny, který byl žákem Metrodorovým. To řadí Anaxarcha do okruhu pozdních atomistů. Ti se však už postupně přikláněli ke skepticismu. Nasvědčuje tomu i skutečnost, že jeho zakladatel, Pyrrhón z Élidy, byl žákem právě Anaxarcha.
Žádný Anaxarchův spis není známý, o jeho životě zanechal Díogenés několik historek anekdotické povahy. Anaxarchos měl přístup k Alexandru Makedonskému. Ten si o sobě myslel, že je bůh. Když jednou Anaxarchos spatřil, že vládci teče z jakési rány krev, prohlásil: "Toto je krev, ne íchór," (v řecké mytologii tekutina, kterou mají bohové místo krve) "jenž teče blaženým bohům." Na jedné z hostin se ho panovník zeptal, co soudí o jídle. Anaxarchos je pochválil, vytkl jen, že měla být předložena také hlava krétského satrapy Níkokreonta, který byl Alexandrovým nepřítelem. Když pak jednou loď, na níž se plavil i Anaxarchos, zavál vítr na Krétu, Níkokreont filozofa zajal. Dal ho vhodit do velkého moždíře a tlouci palicemi. Anaxarchos měl prohlásit: "Tluč jen měch Anaxarchův, Anaxarcha neutlučeš." A když mu měl být vyříznutý jazyk, ukousl si ho filozof sám a vyplivl ho satrapovi do tváře. Anaxarchův způsob smrti se stal v novověku známým díky zmínkám u Cicerona  a Valeria Maxima  Pro svou bezcitnost k utrpení a spokojenost v životě byl nazýván Blažený (eudaimonikós).

## Názory
Valerius Maximus napsal, že byl Anaxarchos stoupenec Démokritova učení o nekonečném počtu světů. Podle Kléménse Alexandrijského je autorem knihy O království. Dochoval se z ní jediný citát: "Učenost je sice velmi užitečná, ale může také dost uškodit. Prospívá obratnému, škodí však tomu, kdo příliš snadno řekne kdekoli cokoli. Je třeba znát míru a vhodný okamžik, neboť to jsou hranice moudrosti. Kdo o něčem přednáší nevhod, i kdyby to bylo sebeučenější, nebude považován za moudrého, ale za blázna."